# Metzgeria shirleyi
Metzgeria shirleyi is een slakkensoort uit de familie van de Ptychatractidae. De wetenschappelijke naam van de soort is voor het eerst geldig gepubliceerd in 1980 door Cernohorsky.